# ジェリー・アームストロング
ジェラルド・ジョセフ・"ジェリー"・アームストロング（Gerard Joseph "Gerry" Armstrong, 1954年5月23日 - ）は、北アイルランド・ベルファスト出身の元サッカー選手。元サッカー北アイルランド代表。ポジションはFW。

## クラブ経歴
1975年にバンガーFCからトッテナム・ホットスパーFCへ2万5000ポンドの移籍金で加入。トッテナムではリーグ84試合に出場したが、10得点にとどまり、クリス・ジョーンズやジョン・ダンカンらの後塵を拝した。
1980年11月に25万ポンドの移籍金で2部リーグのワトフォードFCへと加入した。1981-82シーズンにはクラブ史上初の1部リーグ昇格に貢献。翌1982-83シーズンの1部リーグ2位躍進にも貢献した。
1983年8月にプリメーラ・ディビシオンのRCDマヨルカへと20万ポンドの移籍金で加入。海外の地で2シーズンプレーした後、1985年にはウェスト・ブロムウィッチ・アルビオンFCに移籍し、イギリスに戻った。
1部リーグのウェスト・ブロムではポジションを掴めなかった為、3部のチェスターフィールドFCへと移籍した後、1986年8月に2部リーグのブライトン・アンド・ホーヴ・アルビオンFCへ移籍。1987年1月には同じ2部のミルウォールFCへ貸し出された。
その後下部リーグや北アイルランドのチームに所属し、1998年に現役引退。引退後はサッカー北アイルランド代表のアシスタントコーチを務めたのち、解説者になった。

## 代表経歴
1976年にサッカー北アイルランド代表に初招集された。
1982年には1982 FIFAワールドカップの代表メンバーに選出された。第2戦のサッカーホンジュラス代表との試合でワールドカップ初ゴールを決めると、エスタディオ・デ・メスタージャで行われた第3戦の開催国サッカースペイン代表戦では47分に決勝ゴールを決め1-0の勝利の立役者となった。スペイン代表相手にゴールを決め、勝利したことで後の1983年にRCDマヨルカに加入した時、プリメーラ・ディビシオンの相手チームからたびたびブーイングを受けた。また、開催地のメスタージャでは1983-84シーズンにバレンシアCF相手にゴールを決めている。その後進んだ2次ラウンドでもサッカーフランス代表相手にゴールを決めたが、チームは1-4で敗れ、敗退した。
1986 FIFAワールドカップのメンバーにも選ばれた。ワールドカップには合計6試合に出場し、3ゴールを決めた。

## タイトル
北アイルランド代表
- ブリティッシュ・ホーム・チャンピオンシップ:1980,1984